# Divisiones Regionales de Ceuta y Melilla 2007-08
El Campeonato de liga en Ceuta y Melilla en la Temporada 2007-2008.
El Campeón de cada liga juega una promoción para subir a Tercera División

## Preferente de Ceuta
|  |    | Preferente 2007-2008 | Jug | Pts | Gan | Em | Per | GF | GC | DG |
|  | -- | -------------------- | --- | --- | --- | -- | --- | -- | -- | -- |
|  | 1. | ASIGC Ceuta          | 12  | 31  | 10  | 1  | 1   | 43 | 22 |    |
|  | 2. | Ceuta B              | 12  | 26  | 8   | 2  | 2   | 39 | 23 |    |
|  | 3. | Sindi Bar            | 12  | 17  | 6   | 2  | 4   | 33 | 21 |    |
|  | 4. | Puntilla             | 12  | 17  | 5   | 5  | 2   | 32 | 29 |    |
|  | 5. | Hilal                | 12  | 14  | 4   | 2  | 6   | 27 | 32 |    |
|  | 6. | G. Goyu-Ryu          | 12  | 6   | 3   | 0  | 9   | 25 | 34 |    |
|  | 7. | Imperio de Ceuta     | 12  | 0   | 0   | 0  | 12  | 20 | 58 |    |

## Preferente de Melilla
|  |    | Preferente 2007-2008  | Jug | Pts | Gan | Em | Per | GF | GC | DG |
|  | -- | --------------------- | --- | --- | --- | -- | --- | -- | -- | -- |
|  | 1. | Casino del Real       | 14  | 33  | 10  | 3  | 1   | 33 | 9  |    |
|  | 2. | Melilla Atlético      | 14  | 32  | 10  | 2  | 2   | 40 | 19 |    |
|  | 3. | UD Melilla B          | 14  | 27  | 8   | 3  | 3   | 41 | 14 |    |
|  | 4. | Tercio Melilla        | 14  | 18  | 5   | 3  | 6   | 25 | 30 |    |
|  | 5. | B. Melillense         | 14  | 15  | 6   | 0  | 8   | 29 | 42 |    |
|  | 6. | Peña Ciudad Melilla B | 14  | 12  | 4   | 3  | 7   | 28 | 38 |    |
|  | 7. | Ceti                  | 14  | 11  | 3   | 2  | 9   | 17 | 34 |    |
|  | 8. | Gaaal VII             | 14  | 5   | 1   | 2  | 11  | 16 | 43 |    |

## Promoción
- Ida (22/06/2008) : Casino Real (6 -0) ASIGC Ceuta
- Vuelta (29/06/2008): ASIGC Ceuta (2-3) Casino Real

 Casino Real